# Amaia Lasa
Amaia Lasa Alegría (Guetaria; Guipúzcoa, 8 de agosto de 1948) es una poetisa en lengua vasca.

## Biografía
Estudió bachiller y magisterio en San Sebastián, finalizando en 1965. Después inició los estudios de filología, pero los abandonó el segundo año. Mientras estudiaba magisterio empezó a escribir poesía y colaborar con el semanario Zeruko Argia. En 1969 acudió a un curso de literatura en Friburgo (Suiza) y a su regreso publicó su primer libro. Tras obtener la diplomatura en magisterio trabajó en ikastolas. Entre 1970 y 1977 colaboró con Zeruko Argia, Egin y Punto y Hora; en 1977 publicó su segundo libro y en 1979 el tercero. Previamente viajó a Nueva York, donde vivió un año, y a Nicaragua, donde vivió tres años. En este último colaboró con el gobierno sandinista dando clases de literatura hispanoamericana y ayudando en las campañas de vacunación. A su vuelta, continuó alternando su labor docente con la literatura.
En 2001, uno de los tomos de la colección de antologías poéticas XX. mendeko poesia kaierak estuvo dedicado a ella; en el prólogo, Koldo Izagirre señalaba que "hasta que llegó Amaia Lasa la mujer no tuvo un lugar propio en nuestra literatura", en referencia a la literatura en euskera.

## Obra
- Poema bilduma (1971)

- Hitz Nahastuak (1977)
- Nere Paradisuetan (1979)
- Malintxearen gerizpean (1988)
- Geroaren aurpegia-El rostro del futuro (1967-1997)
- Itsasoko izakia (2010)